# Taenaris kenricki
Taenaris kenricki är en fjärilsart som beskrevs av George Thomas Bethune-Baker 1909. Taenaris kenricki ingår i släktet Taenaris och familjen praktfjärilar. Inga underarter finns listade i Catalogue of Life.